# Círculo

Uma circunferência com

Na geometria, um círculo, por vezes chamado de disco, é a região em um plano delimitada por uma circunferência. Um círculo é considerado fechado se contiver a circunferência que constitui seu limite, e aberto se não contiver. Um círculo de raio r e centro O é geralmente denotado como C(O; r).

## Etimologia
A palavra círculo deriva do grego κίρκος/κύκλος (kirkos/kuklos), que é uma metátese do grego homérico κρίκος (krikos), que significa "aro" ou "anel". As origens das palavras circo e circuito estão intimamente relacionadas.

## História
Civilizações antigas já estudavam o círculo. Aproximações para o valor de π já eram utilizadas para cálculos relacionados em áreas circulares. Na Grécia antiga Matemáticos como Euclides e Arquimedes buscavam maior entendimento das propriedades do círculo, estabelecendo fundamentos que ainda influenciam a geometria.

## Fórmulas
Em coordenadas cartesianas, o círculo aberto de centro O(a, b) e o raio R é dado pela fórmula:
{\displaystyle C(O;r)=\{(x,y)\in {\mathbb {R} ^{2}}:(x-a)^{2}+(y-b)^{2}<R^{2}\}}
enquanto o círculo fechado com o mesmo centro e raio é dado por:
{\displaystyle {\overline {C}}(O;r)=\{(x,y)\in {\mathbb {R} ^{2}}:(x-a)^{2}+(y-b)^{2}\leq R^{2}\}.}

## Propriedades
O círculo tem simetria circular.
O círculo aberto e o fechado não são topologicamente equivalentes (ou seja, não são homeomórficos), pois têm propriedades topológicas diferentes um do outro. Por exemplo, todo círculo fechado é compacto, ao passo que todo círculo aberto não é compacto. Entretanto, do ponto de vista da topologia algébrica, eles compartilham muitas propriedades: ambos são contraíveis e, portanto, são homotopicamente equivalentes a um único ponto. Isso implica que seus grupos fundamentais são triviais e todos os grupos de homologia são triviais, exceto o 0, que é isomórfico a Z. A característica de Euler de um ponto (e, portanto, também a de um círculo fechado ou aberto) é 1.
Todo mapa contínuo do círculo fechado para ele mesmo tem pelo menos um ponto fixo (não é necessário que o mapa seja bijetivo ou mesmo sobrejetivo); esse é o caso n = 2 do teorema do ponto fixo de Brouwer. A afirmação é falsa para o círculo aberto: considere, por exemplo, a função
{\displaystyle f(x,y)=\left({\frac {x+{\sqrt {1-y^{2}}}}{2}},y\right)}
que mapeia cada ponto do círculo unitário aberto para outro ponto no circulo unitário aberto à direita do ponto dado. Mas para o círculo unitário fechado, ele fixa cada ponto no semicírculo x2 + y2 = 1, x > 0.

## Como uma distribuição estatística

A distância média de um local a partir de pontos em um círculo

Uma distribuição uniforme em um círculo unitário é ocasionalmente encontrada em estatística. Ela ocorre mais comumente em investigação operacional na matemática do planejamento urbano, onde pode ser usada para modelar uma população dentro de uma cidade. Outros usos podem tirar proveito do fato de ser uma distribuição para a qual é fácil calcular a probabilidade de que um determinado conjunto de desigualdades lineares seja satisfeito. (As distribuições gaussianas no plano exigem quadratura numérica).
"Um argumento engenhoso por meio de funções elementares" mostra que a distância euclidiana média entre dois pontos no círculo é ⁠128/45π⁠ ≈ 0.90541, enquanto a integração direta em coordenadas polares mostra que a distância média ao quadrado é 1.
Se for dado um local arbitrário a uma distância q do centro do círculo, também é interessante determinar a distância média b(q) dos pontos na distribuição até esse local e o quadrado médio dessas distâncias. O último valor pode ser calculado diretamente como q2 + ⁠1/2⁠.

### Distância média até um ponto interno arbitrário

A distância média de um disco até um ponto interno

Para encontrar a distância b(q), precisamos analisar separadamente os casos em que a localização é interna ou externa, ou seja, em que q ≶ 1, e descobrimos que em ambos os casos o resultado só pode ser expresso em termos de integrais elípticas completas.
Se considerarmos uma localização interna, nosso objetivo (olhando para o diagrama) é calcular o valor esperado de r sob uma distribuição cuja densidade é ⁠1/π⁠ para 0 ≤ r ≤ s(θ), integrando em coordenadas polares centradas no local fixo para o qual a área de uma célula é r dr dθ ; portanto
{\displaystyle b(q)={\frac {1}{\pi }}\int _{0}^{2\pi }{\textrm {d}}\theta \int _{0}^{s(\theta )}r^{2}{\textrm {d}}r={\frac {1}{3\pi }}\int _{0}^{2\pi }s(\theta )^{3}{\textrm {d}}\theta .}
Aqui s(θ) pode ser encontrado em termos de q e θ usando a lei dos cossenos. As etapas necessárias para avaliar a integral, juntamente com várias referências, podem ser encontradas no artigo de Lew et al.; o resultado é que
{\displaystyle b(q)={\frac {4}{9\pi }}{\biggl \{}4(q^{2}-1)K(q^{2})+(q^{2}+7)E(q^{2}){\biggr \}}}
onde K e E são integrais elípticas completas do primeiro e segundo tipos. b(0) = ⁠2/3⁠; b(1) = ⁠32/9π⁠ ≈ 1.13177.

### Distância média até um ponto externo arbitrário

A distância média de um círculo até um ponto externo

Voltando a um local externo, podemos configurar a integral de maneira semelhante, desta vez obtendo
{\displaystyle b(q)={\frac {2}{3\pi }}\int _{0}^{{\textrm {sin}}^{-1}{\tfrac {1}{q}}}{\biggl \{}s_{+}(\theta )^{3}-s_{-}(\theta )^{3}{\biggr \}}{\textrm {d}}\theta }
onde a lei dos cossenos nos diz que s+(θ) e s–(θ)  são as raízes para s da equação
{\displaystyle s^{2}-2qs\,{\textrm {cos}}\theta +q^{2}\!-\!1=0.}
Portanto
{\displaystyle s^{2}-2qs\,{\textrm {cos}}\theta +q^{2}\!-\!1=0.}
Podemos substituir u = q sinθ  para obter
{\displaystyle s^{2}-2qs\,{\textrm {cos}}\theta +q^{2}\!-\!1=0.}
usando integrais padrão.
Portanto, novamente b(1) = ⁠32/9π⁠ e também
{\displaystyle \lim _{q\to \infty }b(q)=q+{\tfrac {1}{8q}}.}